# Palazzo Bevilacqua Ariosti
Palazzo Sanuti Bevilacqua degli Ariosti si trova a Bologna in via d'Azeglio
.

## Storia
Venne fatto erigere da Nicolò Sanuti, conte di Porretta, tra il 1477 e il 1482
.
Nel 1547 papa Paolo III vi fece spostare alcune sedute del Concilio di Trento per due anni . A cavallo del Novecento il palazzo fu restaurato da Alfonso Rubbiani e il fregio che adorna la galleria superiore fu rinnovato da Achille Casanova.

## Descrizione
Il palazzo esternamente è caratterizzato dall'assenza di portico, elemento piuttosto ricorrente nei palazzi bolognesi dell'epoca, sostituito dalla fascia di bugnato a spigolo smussato in arenaria grigia di Porretta che corre lungo tutto il piano terra, i piani superiori, invece, sono realizzati in laterizio.
All'interno il palazzo possiede un notevole cortile ornato da decorazioni in cotto di Sperandio da Mantova ed è caratterizzato da due logge le cui colonne sono opera di Tommaso Filippo da Varignana.

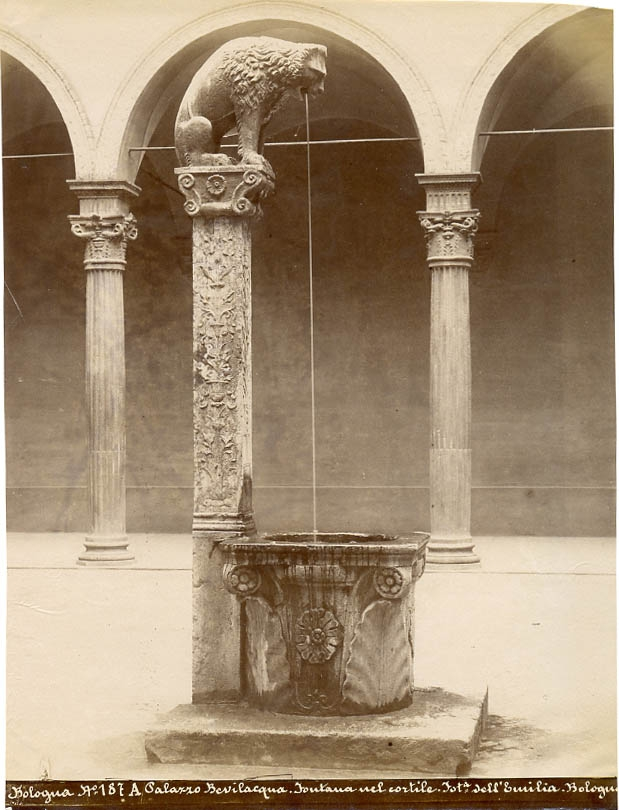
Fontana nel cortile, foto storica di Pietro Poppi (1833-1914).
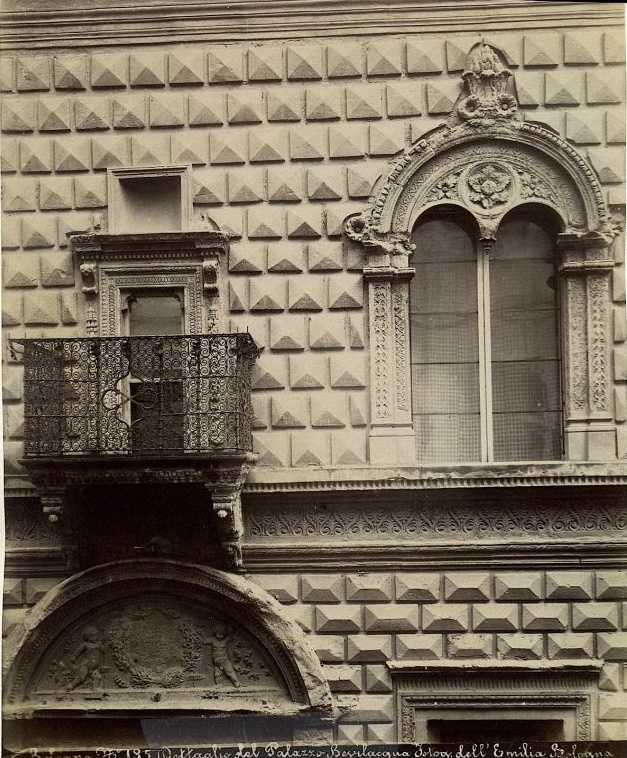
Particolare della facciata, foto storica di Pietro Poppi (1833-1914).
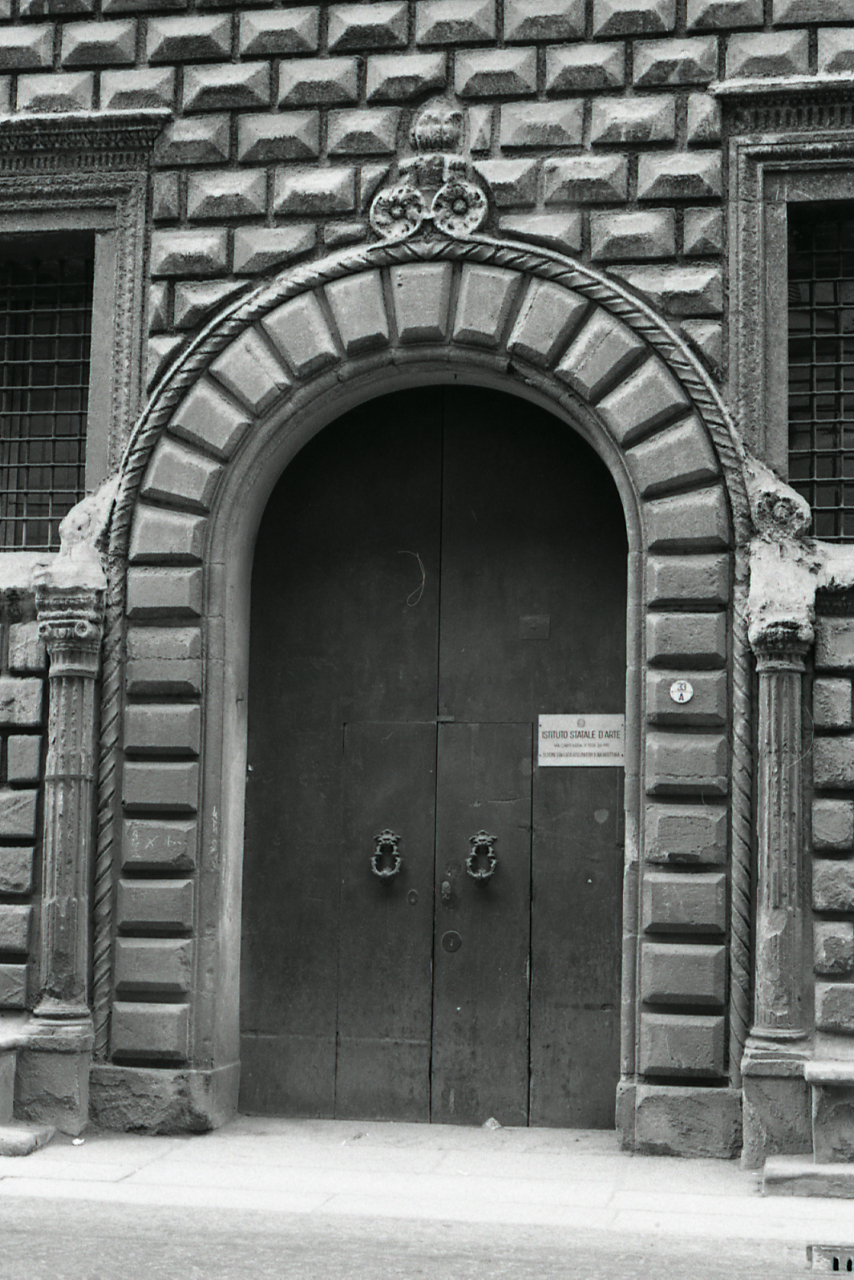
Particolare del portale d'ingresso, foto di Paolo Monti, 1969.
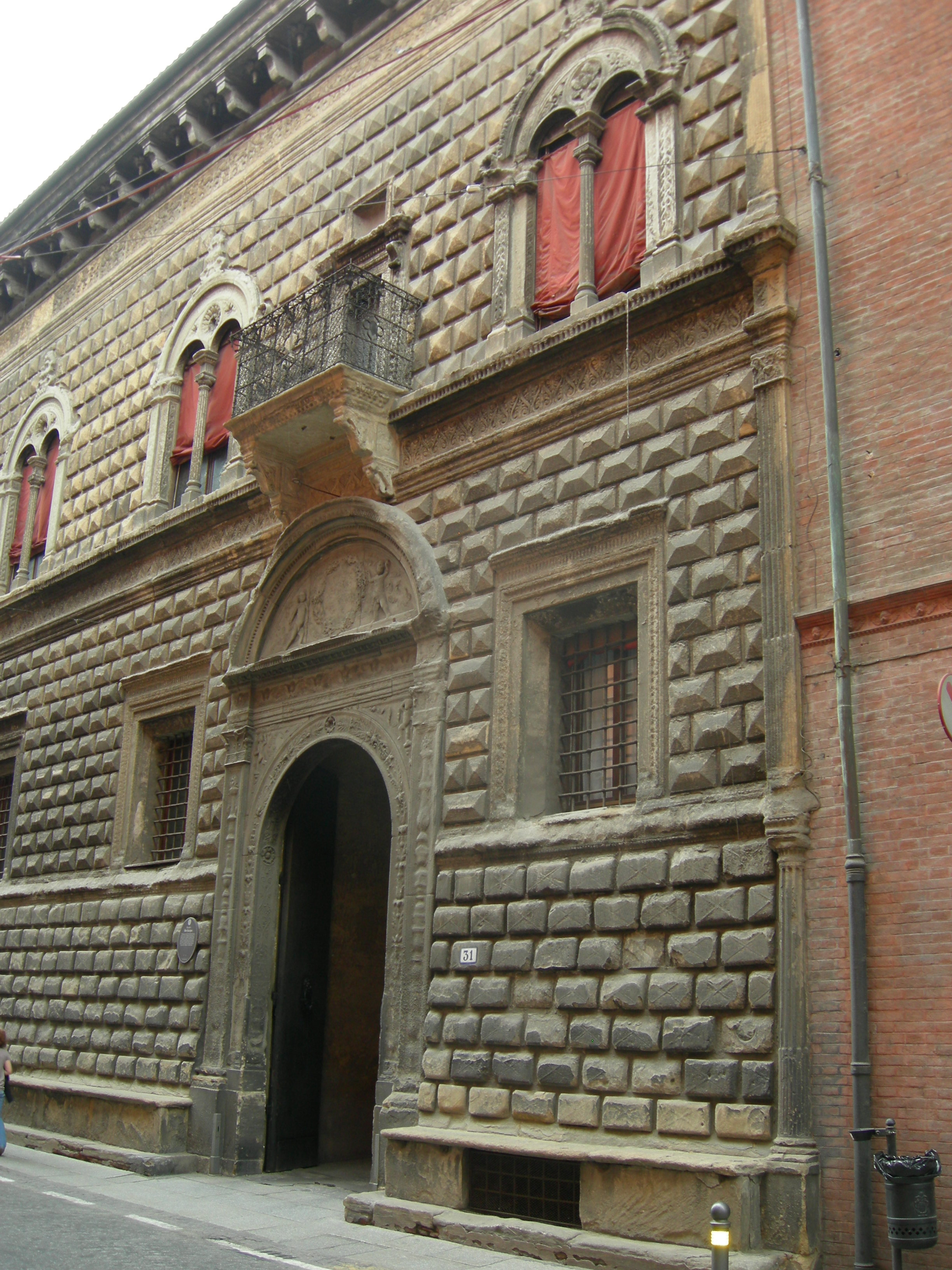
Vista della facciata.